# 伊達忠一
伊達 忠一（だて ちゅういち、1939年〈昭和14年〉1月20日 - ）は、日本の政治家。札幌臨床検査センター代表取締役会長。
参議院議員（3期）、参議院議長（第31代）、国土交通大臣政務官（第2次小泉改造内閣）、内閣府副大臣（第2次安倍内閣）、自由民主党幹事長代理、自由民主党参議院国会対策委員長、自由民主党参議院幹事長などを務めた。

## 経歴

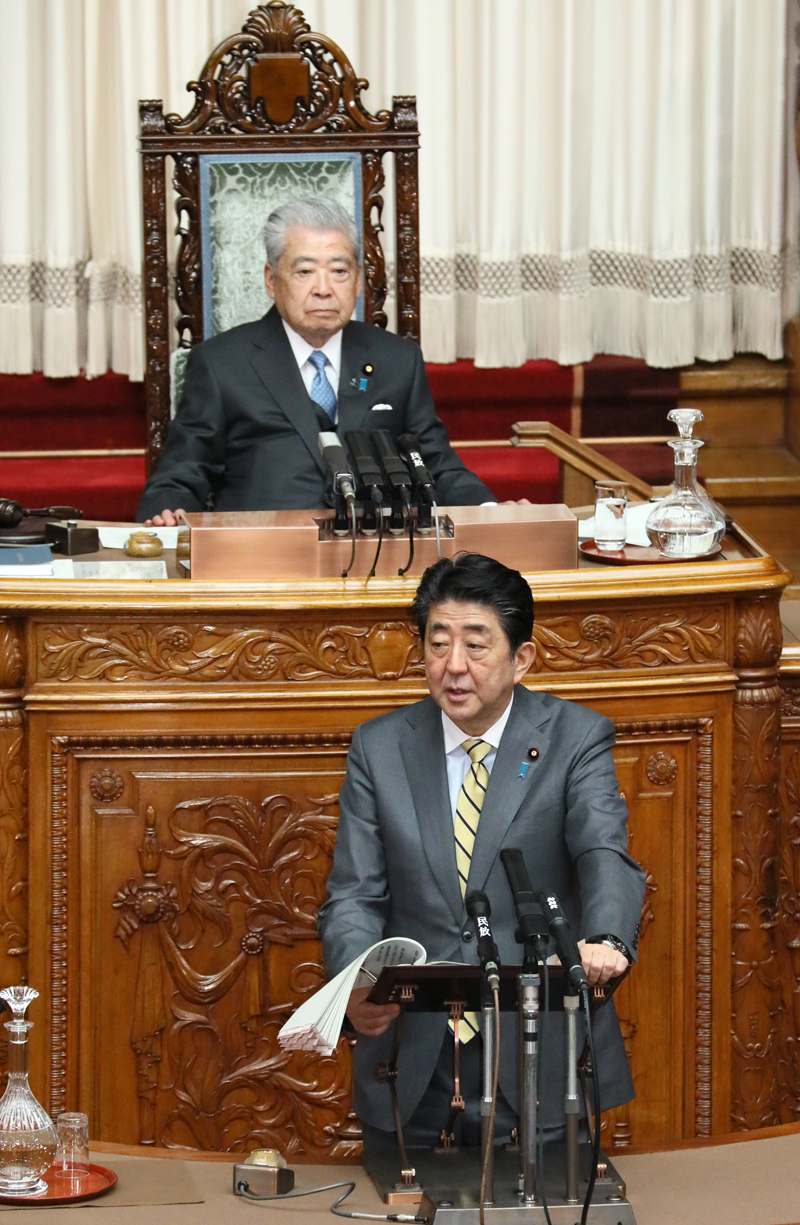
参議院本会議で伊達と安倍晋三（2018年1月）

北海道生まれ。芦別市出身とも上士幌町出身とも言われる。北海道芦別高等学校卒業。北海道立衛生検査技師養成所卒業。臨床検査技師。1963年4月から札幌医科大学付属病院検査部に勤務し、1965年9月に札幌臨床検査センター株式会社を設立した。
1983年4月、芦別市から北海道議会議員に初当選。1987年4月の選挙で落選後、1991年4月の選挙で札幌市厚別区に国替えし、計4期務めた。
2001年の第19回参議院議員通常選挙で参議院議員に初当選。2004年9月30日、第2次小泉改造内閣の国土交通大臣政務官（国土関係の施策、北海道開発関係の施策の担当）に就任。
2007年の第21回参議院議員通常選挙では、新党大地・民主党・国民新党が推薦した無所属新人多原香里の猛追を振り切り再選。
安倍内閣、福田康夫内閣、麻生内閣で自由民主党副幹事長を務めた。また、自民党参議院幹事長代理、幹事長代理、国会対策委員会筆頭理事・副委員長などを務めている。
2012年、第2次安倍内閣で内閣府副大臣（沖縄･北方対策、科学技術などの担当）に就任。2013年の第23回参議院議員通常選挙では2位に40万票近い差をつけトップで3選。同年9月に内閣府副大臣を退任し、10月より自民党参議院国会対策委員長を務める。
2014年9月、自民党参議院幹事長に就任。
2016年8月、第191回国会の参議院本会議において参議院議長に選出された。2017年2月に参議院改革協議会を7年ぶりに設置した。
2018年11月12日、2019年の第25回参議院議員通常選挙には出馬せず、政界を引退する意向を示した。
2019年、桐花大綬章受章。2020年、紺綬褒章受章。

## 政策

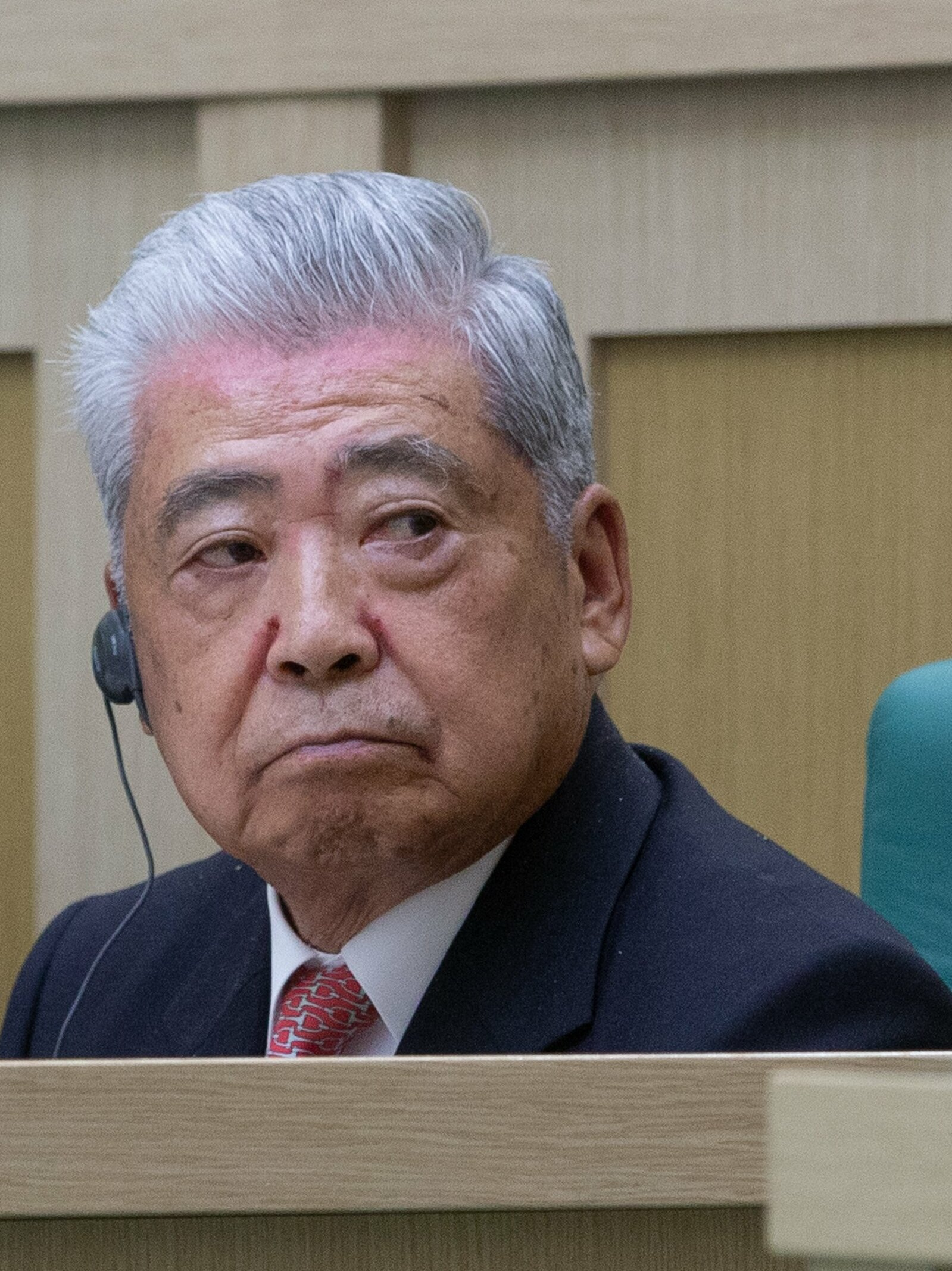
ロシア連邦院にて（2018年7月）

2013参院選 毎日新聞候補者アンケートによると
- 憲法9条の改正に賛成し、自衛隊の役割や限界を明記すべきとしている[11]。
- 集団的自衛権の行使に賛成[11]。
- 日本の核武装について、国際情勢によっては検討すべきとしている[11]。
- 閣僚の靖国神社参拝は問題ない[11]。
- 村山談話・河野談話を見直すべきでない[11]。
- TPP交渉参加に賛成[11]。
- 雇用の金銭解決制度に賛成[11]。

## 統一教会との関係
2015年、伊達は、同じ臨床検査技師出身で、日本臨床衛生検査技師会会長を務めていた宮島喜文に、翌年の参議院議員選挙への立候補を打診。2015年8月28日、宮島が出馬の意向を固めたことが報じられた。しかし「票が足りない」と踏んだ伊達は安倍晋三首相に世界平和統一家庭連合（旧統一教会）の組織票を回すよう依頼。安倍は了承し、選挙公示直前に教団の関連団体「世界平和連合」の推薦が決まり、宮島に統一教会の票が回った。自民党は比例代表で19議席を獲得し、宮島は党内得票数17位で初当選を果たした。
2019年7月の任期満了をもって伊達は政界を引退。同年10月5日、統一教会の関連団体「天宙平和連合」（UPF）がホテルナゴヤキャッスルで開いた「ジャパンサミット＆リーダーシップカンファレンス」に出席し、基調講演を行った。2020年2月3日から5日にかけて、天宙平和連合は韓国高陽市のキンテックスで「ワールドサミット2020」を開催。このうち4日に開催された世界平和頂上連合総会に出席しスピーチした。同年8月9日、統一協会がネットワーク中継したイベント「RALLY OF HOPE 神統一世界安着のための100万希望前進大会」にオンラインで参加。2022年2月11日と12日、統一教会の関連団体がソウルのロッテホテルワールドで「Think Tank 2022 フォーラム分科セッション」を開催。伊達は11日に元衆議院議員の原田義昭とオンラインで参加し、演説を行った。これらはいずれも、宮島の当選の見返りとして参加したものだったと、伊達はのちに北海道テレビの取材で証言している。
安倍は首相を退いたものの、2021年11月11日に清和政策研究会の会長に就任。派閥名も「安倍派」となり、依然として権勢を振るっていた。伊達は2022年の参院選に向け、安倍に対し、宮島に統一教会の票を回すよう再び依頼するが、安倍は、かつて自身の首相秘書官を務めた元職の井上義行に票を回すと述べ、拒否。再選の望みが薄いことを悟った宮島は同年4月に公認を辞退し、不出馬を選んだ。同年7月の選挙で、自民党は比例代表に特定枠2人を含め計33人の候補者を擁立し、18議席を獲得。井上は11番目の得票数で通算2期目の当選を果たした。

## 人物
- 2010年3月31日、「高校無償化法案」に対して自民党は反対で党議拘束をかけていたが、岸宏一とともに賛成票を投じた。伊達はボタンの押し間違いと説明し、党執行部はこれを不問とした[26]。

- 2014年4月22日、記者会見で閣僚らの靖国神社参拝について、「（中国や韓国の反発が）エスカレートしてしまうのではないか。神経を逆なでするようなことは避けた方がいい」と批判した[27]。

## 不祥事

### 公設秘書である息子が酒気帯び運転
2007年7月、2006年10月に息子の伊達忠応が酒気帯び運転を行っていたことが発覚した。忠応は、酒気帯び運転時は忠一の公設秘書であり、2007年4月の道議選で道議に当選していた。忠応は酒気帯び運転発覚を受け、道議を辞職した。忠一は記者会見で「息子の不祥事について、私からもおわびを申し上げたい」と述べた。

### 参議院議長として不規則発言
2017年2月15日、参議院本会議において、西田昌司が質問に立ち、「山陰や四国など全国津々浦々まで、新幹線ネットワークを広げるべきだ」と述べた。西田が質問を終え、議長席前の壇上を離れる際に、議長席に座る伊達は「北海道新幹線が入っていないじゃないか」と呟いた。中立的な立場が求められる参議院議長として不適切な発言だとして、与野党の議員から批判を受けた。

## 所属団体・議員連盟
- 神道政治連盟国会議員懇談会[33]
- みんなで靖国神社に参拝する国会議員の会[33]
- 自民党国際人材議員連盟
- 日韓議員連盟
- 北京オリンピックを支援する議員の会
- TPP交渉における国益を守り抜く会
- 臨床検査技師制度改革議員連盟
- 自民党遊技業振興議員連盟
- パチンコチェーンストア協会（政治分野アドバイザー）[34]